# Daimler Phönix
Der Daimler Phönix war der erste Personenwagen mit einem Vierzylindermotor und wurde am 12. September 1898 von der Daimler-Motoren-Gesellschaft (DMG) an den österreichischen Konsul und Geschäftsmann Emil Jellinek ausgeliefert. Der 2,1-Liter-Vierzylindermotor leistete 8 PS (5,9 kW) bei einer Drehzahl von 720/min. Die Höchstgeschwindigkeit lag bei 24 km/h. Vorher waren Vierzylindermotoren von Daimler nur in Lastwagen und Boote eingebaut worden.

## Die Entwicklung des Vierzylindermotors
Der Vierzylindermotor, auch Motor „N“ genannt, wurde 1892 von Gottlieb Daimler und Wilhelm Maybach entwickelt. Das „N“ steht hierbei für „neues Modell“. Dieser Motor löste den Zweizylinder-V-Motor ab, der unter anderem den Daimler-„Stahlradwagen“ von 1889 antrieb.
Zum ersten Mal wurden zwei Zylinder in einem Block zusammen gegossen, unter anderem um Gewicht zu sparen. Die Biegemomente auf die zweifach gelagerte Kurbelwelle wurden durch geringe Zylindermittenabstände kleiner gehalten. Die Zylinderblöcke waren mit dem  Kurbelgehäuse verschraubt. Die Auslassventile betätigte eine Nockenwelle, die Einlässe waren noch als Schnüffelventile ausgeführt, also automatisch durch den Unterdruck im Zylinder gesteuert. Der Spritzdüsen-Vergaser passte das Kraftstoff-Luft-Gemisch besser an den jeweiligen Lastzustand an als die bis dahin verwendeten voluminösen Oberflächenvergaser. Der erste Motor leistete mit 1,5 Litern Hubraum 5,8 PS (4,3 kW) bei einer Drehzahl von 720/min. Die verbesserte Version des „N“-Motors hatte die von Robert Bosch erfundene Niederspannungs-Magnetzündung und eine wirkungsvollere Kühlung. Die europäischen Automobilbauer, vor allem die französischen, waren von dieser Entwicklung sehr angetan und gaben ihm den Namen, unter dem er berühmt wurde: „Phönix“-Motor. Dieser war sogleich Namensgeber für eine ganze Reihe von Daimler-Modellen. Der Motor wurde ab diesem Zeitpunkt bei allen Modellen vorne eingebaut.
Die Kühlung des Motors mit einer Leistung von über 10 PS (7,4 kW) war bis zu diesem Zeitpunkt schwierig. Um dieses Problem zu lösen, entwickelte Maybach 1897 den „Röhrchenkühler“ und den daraus resultierenden „Waben-Kühler“, den er im März 1900 patentieren ließ.

## Phönix-Vierzylindermotor
Um höhere Leistungen aus seinen Motoren zu erzielen, hatte Gottlieb Daimler die Zylinderzahl verdoppelt. Ein Beispiel hierfür war der Zweizylinder-V-Motor, der auf der „Standuhr“ basierte, der zweiten Version des einzylindrigen Urmotors. Nach dem gleichen Prinzip wurde der „Phönix“-Vierzylinder aufgebaut. Die zwei Doppelzylinderblöcke saßen auf dem gemeinsamen Kurbelgehäuse mit der dreifach gelagerten Kurbelwelle. Die restlichen Komponenten entsprachen seinem Vorgänger. Nach und nach gab es 6-, 10-, 12-, 16- bis hin zu 23-PS-Motoren mit immer größeren Hubräumen. Die „Phönix“-Motoren wirkten über eine Lederkonuskupplung auf ein Viergang-Zahnrad-Wechselgetriebe. Es bildete einen Block mit dem auf die Kettenräderwelle wirkenden Differenzial. Von dort wurden die Hinterräder einzeln über Ketten angetrieben.

## Das Fahrgestell
Frühe „Phoenix“-Wagen hatten ein Fahrgestell aus geraden U-Eisenprofilen. Auf längsliegenden Blattfedern lagen die Starrachsen mit einem kurzen Radstand von 1753 Millimetern. Die Achsschenkellenkung wurde entweder durch eine Lenkkurbel oder ein Lenkrad bewegt. Die Fußbremse wirkte als Außenbackenbremse auf die Antriebswelle und die Handbremse über Außenbacken auf die Hinterräder. Zusätzlich gab es eine „Bergstütze“, eine am Heck montierte kräftige Stange, die bei bergwärts stehendem Fahrzeug mit einem kräftigen Fußtritt in die zumeist relativ weiche Fahrbahn getrieben wurde. Die vorne und hinten meist unterschiedlich großen Holzspeichenräder waren anfangs mit Vollgummi bereift. Seit 1899 wurden aber nur noch Luftreifen verwendet. Das Gesamtgewicht des „Phönix“ betrug rund 1400 Kilogramm. Der Daimler-„Phönix“-Wagen hatte einen recht hohen Schwerpunkt. Vor allem in schnellen Kurven schwankten die Wagen bedenklich. Zum damaligen Zeitpunkt war das nichts Ungewöhnliches. Eine Wende zeichnete sich erst ab, als bei dem Bergrennen Nizza–La Turbie im März 1900 der Werkmeister der Daimler-Motoren-Gesellschaft, Wilhelm Bauer, mit einem von Emil Jellinek gemeldeten Daimler-„Phönix“-Rennwagen tödlich verunglückte. Jellinek sann auf Abhilfe. Ein längerer Radstand und ein niedrigerer Schwerpunkt waren die ersten Schritte auf dem Weg zum modernen Automobil und führten im Jahre 1900 über die Daimler-Motoren-Gesellschaft mit ihrem Konstrukteur Wilhelm Maybach zum Mercedes 35 PS und dessen Nachfolger Mercedes Simplex (1901).